# Tony Maggs
Anthony Francis O’Connell „Tony” Maggs (ur. 9 lutego 1937 roku w Pretorii, zm. 2 czerwca 2009 roku w Caledonie) – południowoafrykański kierowca Formuły 1.

## Wyniki w Formule 1
| Legenda oznaczeń w tabelach wyników Wyświetl szablon na nowej stronie | Legenda oznaczeń w tabelach wyników Wyświetl szablon na nowej stronie                                                                     |
| Oznaczenie                                                            | Wyjaśnienie |
| --------------------------------------------------------------------- | --- |
| Złoty                                                                 | Zwycięzca lub mistrzostwo |
| Srebrny                                                               | 2. miejsce lub wicemistrzostwo |
| Brązowy                                                               | 3. miejsce lub II wicemistrzostwo |
| Zielony                                                               | Ukończył, punktował (w klasyfikacji generalnej, gdy zdobył co najmniej jeden punkt na przestrzeni sezonu, poza trzema powyższymi opcjami) |
| Niebieski                                                             | Ukończył, nie punktował (w klasyfikacji generalnej, gdy nie zdobył co najmniej jednego punktu na przestrzeni sezonu)                      |
| Czerwony                                                              | Nie zakwalifikował się (NZ) |
| Czerwony                                                              | Nie prekwalifikował się (NPK) |
| Różowy                                                                | Nie ukończył (NU) |
| Różowy                                                                | Niesklasyfikowany (NS) (w klasyfikacji generalnej, gdy nie został sklasyfikowany w żadnym wyścigu sezonu)                                 |
| Czarny                                                                | Zdyskwalifikowany (DK) |
| Czarny                                                                | Wykluczony (WYK/EX) |
| Biały                                                                 | Nie wystartował (NW) |
| Biały                                                                 | Kontuzjowany (K/INJ) |
| Biały                                                                 | Wyścig odwołany (OD/C) |
| Bez koloru                                                            | Został wycofany (WYC/WD) |
| Bez koloru                                                            | Nie przybył (NP/DNA) |
| Bez koloru                                                            | Nie brał udziału w treningach (NT/DNP) |
| Bez koloru                                                            | Nie został zgłoszony (–) |
| Pogrubienie                                                           | Start z pole position |
| Kursywa                                                               | Najszybsze okrążenie wyścigu |
| †                                                                     | Nie ukończył, ale jego rezultat został zaliczony ze względu na przejechanie więcej niż 90% dystansu wyścigu.                              |
| *                                                                     | Sezon w trakcie |
| 1/2/3                                                                 | Punktowana pozycja w sprincie kwalifikacyjnym                                                                                             |
| Lista systemów punktacji Formuły 1                                    | |

| Rok  | Zespół              | Bolid      | Silnik    | 1      | 2      | 3      | 4     | 5      | 6      | 7     | 8      | 9      | 10    | Pozycja | Punkty |
| ---- | ------------------- | ---------- | --------- | ------ | ------ | ------ | ----- | ------ | ------ | ----- | ------ | ------ | ----- | ------- | ------ |
| 1961 | Louise Bryden-Brown | Lotus 18   | Climax R4 | MON -  | HOL -  | BEL -  | FRA - | GBR 13 | GER 11 | ITA - | USA -  |        |       | 29      | 0      |
| 1962 | Cooper Car Company  | Cooper T55 | Climax R4 | HOL 5  | MON NU |        |       |        | GER 9  |       |        |        |       | 7       | 13     |
| 1962 | Cooper Car Company  | Cooper T60 | Climax V8 |        |        | BEL NU | FRA 2 | GBR 6  |        | ITA 7 | USA 7  | RPA 3  |       | 7       | 13     |
| 1963 | Cooper Car Company  | Cooper T66 | Climax V8 | MON 5  | BEL 7  | HOL NU | FRA 2 | GBR 9  | GER NU | ITA 6 | USA NU | MEX NU | RPA 7 | 8       | 9      |
| 1964 | Scuderia Centro Sud | BRM P57    | BRM V8    | MON -  | HOL -  | BEL -  | FRA - | GBR NU | GER 6  | AUT 4 | ITA -  | USA -  | MEX - | 13      | 4      |
| 1965 | Reg Parnell Racing  | Lotus 25   | BRM V8    | RPA 11 | MON -  | BEL -  | FRA - | GBR -  | HOL -  | GER - | ITA -  | USA -  | MEX - | 26      | 0      |